# Ribeira Lacló do Norte
Lacló do Norte ou Mota Lakló é a ribeira mais extensa de Timor-Leste, com aproximadamente 80 km. Nasce na lagoa Bericute, ao sul de Díli, e corre em direção norte para desaguar no estreito de Wetar, entre a ponta de Subaio e a baía de Lanessana, em Manatuto, costa norte de Timor-Leste. Corre junto à aldeia de Lacló, de onde provém seu nome.
No livro Timor português, do capitão Esteves Felgas, há a seguinte citação:
A ribeira Lacló Norte, que nasce na vertente do Tatamailau, entre Léte-Foho e Maubisse, e deságua a oeste de Manatuto através de enormes arrozais, é a mais extensa de Timor (cerca de 80 km). Recolhe águas vindas de Aileu (pela ribeira de Sárin), do Remexio e de Hili-Manu, na margem esquerda, e de Maubisse e Laclubar (pela ribeira de Sumasse, entre outras), na margem direita. Recebe vários nomes durante o percurso (...)
É da cordilheira central da ilha que irrompem as principais ribeiras — incluindo a de Lacló —, as quais na época seca são simples veios da água entre os sulcos cavados, enquanto que na época das chuvas têm caudais impetuosos.

## Galeria

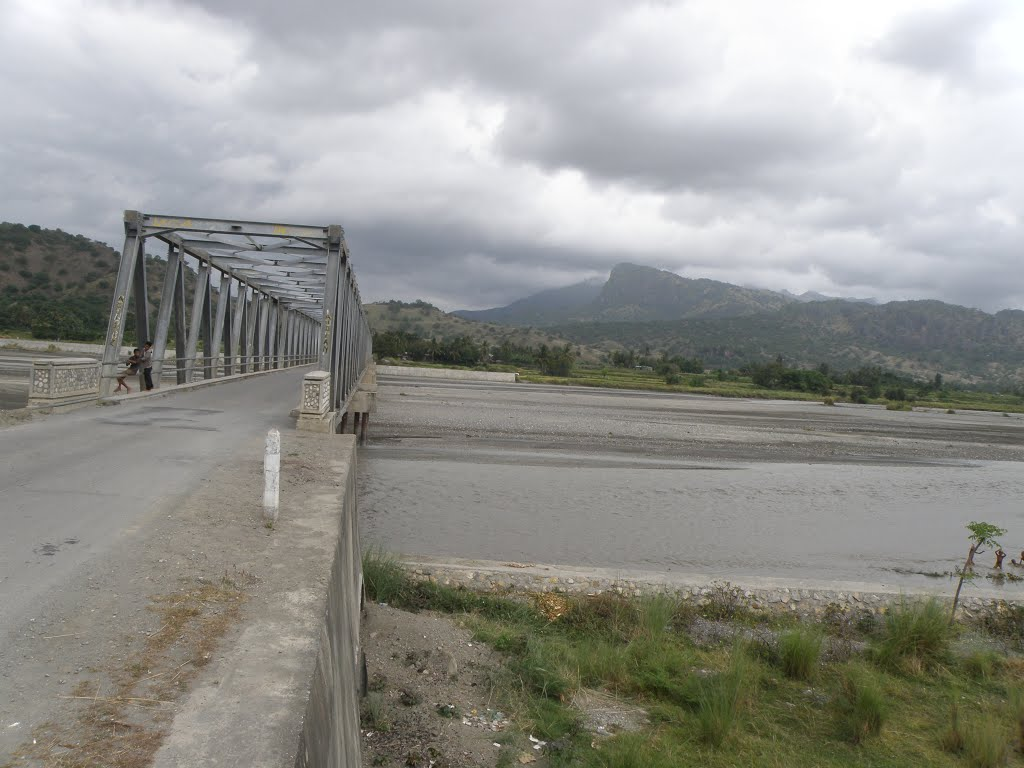
Ponte em Manaruto
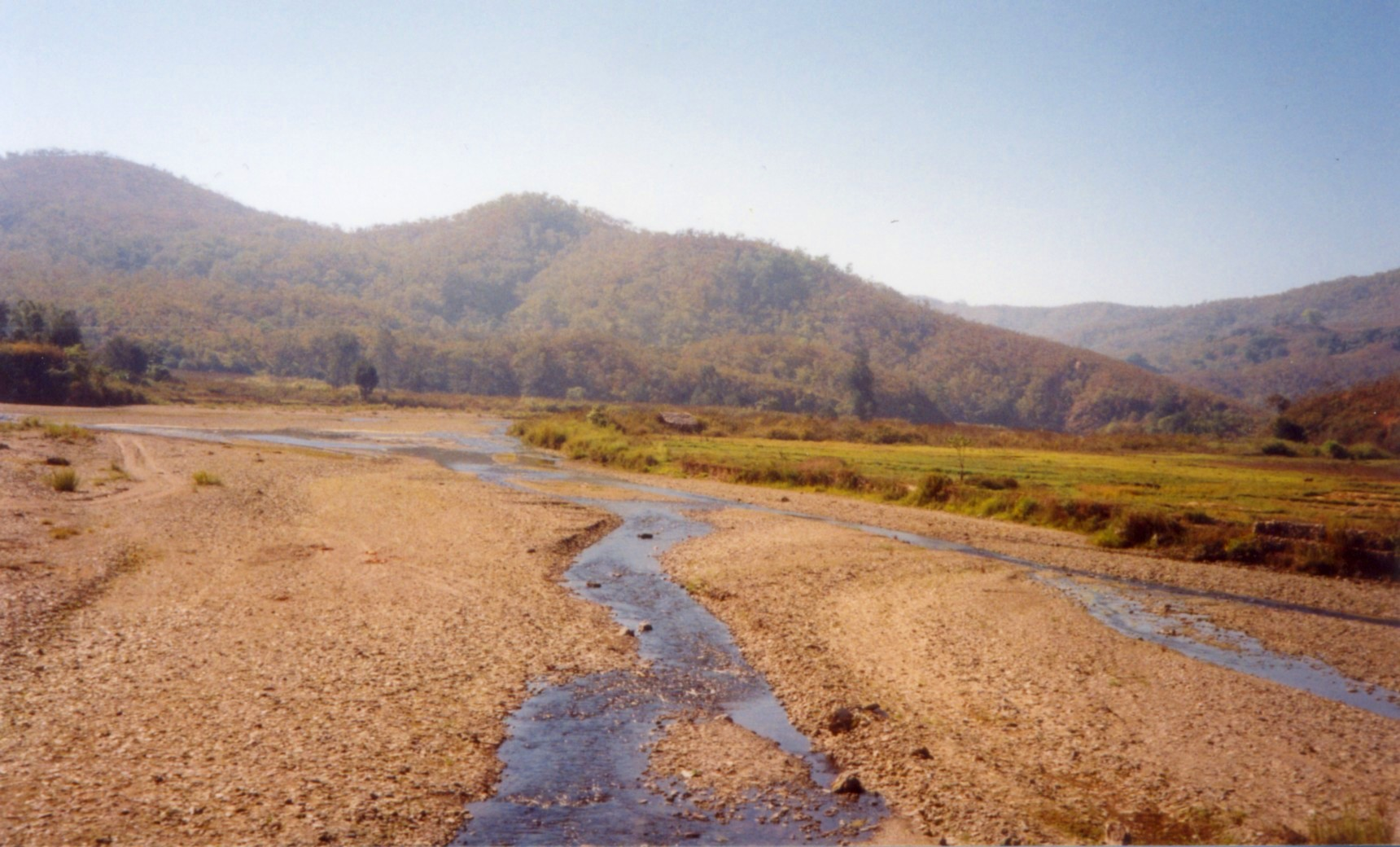
Um afluente do Laclós em Aileu